# Ormosia diversipes
Ormosia diversipes là một loài ruồi trong họ Limoniidae. Chúng phân bố ở miền Cổ bắc.